# パパ・レジェーナ
パパ・レジェーナ（スペイン語: Papa rellena）は、ペルーやコロンビア、キューバ、プエルトリコなどのラテンアメリカで食べられているコロッケである。アメリカ征服の際にスペイン人に同行した北アフリカの奴隷によって考案され、ひき肉を詰め物として使用する習慣があった。

## 概要
ジャガイモをベースにした生地に、みじん切りにした牛肉と玉ねぎ、丸ごとのオリーブ、ゆで卵、クミンなどのスパイスを詰めている。準備が完了したら、楕円形の塊を油で揚げる。生地の粘稠度を高めるために、ジャガイモ粉が加えられることもある。ペルーでは、この料理には通常、サルサやアジーが添えられることもある。
米国では、キューバ系人口の多いマイアミやタンパなどの都市で地元で人気の料理であり、キューバ版は味付けしたピカディージョを詰めたポテトボールで構成されている。
プエルトリコでは「レジェノ・デ・パパ」と呼ばれている。プエルトリコではジャガイモを茹でて、卵、コーンスターチ、牛乳、バターを混ぜ合わせる。さらにチーズ、ピカディージョ、またはお好みの肉が詰め、そこで卵液を包み込み、揚げる前にパン粉に丸める。ジャガイモは、甘いプランテンまたはパンノキに置き換えることが出来る。